# Fast and Loose (film, 1930)
Pour les articles homonymes, voir Fast and Loose.
Pour plus de détails, voir Fiche technique et Distribution.
Fast and Loose est un film américain réalisé par Fred C. Newmeyer, sorti en 1930.

## Synopsis
Les Lenox de Long Island, dirigée par Bronson et Carrie Lenox, sont une riche et respectable famille issu de la bonne société mais leurs enfants, Bertie et Marion sont irrévérencieux en toute circonstance. Lorsque Bertie s'amourache d'une choriste, Alice O'Neil et que Marion tombe amoureuse de Henry Morgan, un mécanicien automobile, le reste de leur famille tente d'intervenir pour les empêcher de se marier avec des gens en dessous de leur conditions. 

## Fiche technique
- Titre original : Fast and Loose
- Réalisation : Fred C. Newmeyer
- Scénario et histoire : Doris Anderson et Jack Kirkland d'après la pièce The Best People de David Gray et Avery Hopwood
- Dialogues : Preston Sturges
- Société de production et de distribution : Paramount Pictures
- Photographie : William O. Steiner
- Pays d'origine : États-Unis
- Format : Noir et blanc - Son : Mono (Western Electric Sound System)
- Genre : Comédie romantique
- Durée : 70 minutes
- Dates de sortie : 
  - États-Unis : 8 novembre 1930

## Distribution
- Miriam Hopkins : Marion Lenox
- Carole Lombard : Alice O'Neil
- Frank Morgan : Bronson Lenox
- Charles Starrett : Henry Morgan
- Henry Wadsworth : Bertie Lenox
- Winifred Harris : Carrie Lenox
- Herbert Yost : George Grafton
- David Hutcheson : Lord Rockingham
- Ilka Chase : Millie Montgomery
- Herschel Mayall : Juge Summers